# روهانی کاکس
روهانی کاکس (انگلیسی: Rohanee Cox؛ زادهٔ ۲۳ آوریل ۱۹۸۰) بازیکن بسکتبال اهل استرالیا است.
وی در مسابقات کشوری و بین‌المللی در مجموع برندهٔ ۱ مدال نقره شده‌است.